# Rhopalephora micrantha
Rhopalephora micrantha är en himmelsblomsväxtart som först beskrevs av Vahl, och fick sitt nu gällande namn av Robert Bruce Faden. Rhopalephora micrantha ingår i släktet Rhopalephora och familjen himmelsblomsväxter.
Artens utbredningsområde är Java. Inga underarter finns listade.